# آنسیرانانا (استان)
استان آنسیرانانا (به لاتین: Antsiranana Province) یک استان در ماداگاسکار است که در شمال واقع شده‌است.

## خصوصیات
استان آنسیرانانا ۴۳٬۴۰۶ کیلومترمربع مساحت و ۱٬۱۸۸٬۴۲۵ نفر جمعیت دارد.